# Murowane (rejon szeptycki)
Murowane, Żabcze Murowane (ukr. Муроване) – wieś na Ukrainie, w obwodzie lwowskim, w rejonie  szeptyckim, w hromadzie Bełz. W 2022 roku liczyła około 1 000 mieszkańców.
Do 1951 roku miejscowość nosiła nazwę Żabcze Murowane.
Do 2024 w rejonie czerwonogrodzkim.
Znajduje się tu przystanek kolejowy Murowane, położony na linii Rawa Ruska – Szeptycki.

## Historia
Przed I wojną światową Żabcze Murowane należało do parafii rzymskokatolickiej w Ostrowie oraz posiadało własną cerkiew greckokatolicką.
W II Rzeczypospolitej do 1934 samodzielna gmina jednostkowa. Następnie należała do zbiorowej wiejskiej gminy Krystynopol w powiecie sokalskim w woj. lwowskim. 
W 1944 r. nacjonaliści ukraińscy z OUN - UPA zamordowali tutaj w różnych okolicznościach 41 Polaków, rabując i paląc polskie zagrody oraz kościół i plebanię.
Po wojnie wieś weszła w skład powiatu hrubieszowskiego w woj. lubelskim. W 1951 roku wieś wraz z całym obszarem gminy Krystynopol została przyłączona do Związku Radzieckiego w ramach umowy o zamianie granic z 1951 roku.